# نقلان
نقلان هي قرية في مقاطعة ميانة، إيران. عدد سكان هذه القرية هو 101 في سنة 2006.